# Pennsboro
Pennsboro est une ville américaine située dans le comté de Ritchie en Virginie-Occidentale.
Selon le recensement de 2010, Pennsboro compte 1 171 habitants. La municipalité s'étend sur 2,73 milles carrés (7,07 km2).
La ville est fondée vers 1820 par Charles Penn, originaire de Baltimore. Pennsboro se développe au milieu du XIXe siècle avec l'arrivée de la Baltimore and Ohio Railroad.